# NBC Radio
NBC Radio (denominazione dal 1982 al 1984) o Radio NBC Milano (1984), NBC Milano Top 40 (1984-1989), NBC Milano We Play Again! (dal 2016 al 2022), 70-80.it (dal 2022) è una stazione radiofonica attiva tra il 1982 ed il 1989 in FM nella provincia di Milano e tornata in onda nel marzo 2016 sul web, DAB (Lombardia, Piemonte, Liguria, Toscana, Lazio, Campania), digitale terrestre tv (canale 351 in Lombardia, Piemonte, Liguria, Emilia, Toscana, Umbria, Marche, Campania, Calabria).

## Storia
La stazione esordì, insieme alla collegata Tele NBC, a S. Ilario Milanese (frazione di Nerviano), dopo circa un anno di preparativi, il 9 ottobre 1982, iniziando le trasmissioni su FM 98.800 MHz, dopo aver rilevato l'impianto di RTP One di Parabiago, che a sua volta era succeduta su tale frequenza a Superradio sempre di Parabiago. Fondatori furono: Paolo Fastigari (in arte Paolo Gatti, che ne era il direttore), Massimo Lualdi, Oscar Marazzini e Marco Minelli.

### I primi tempi
L'emittente, che aveva sede a S. Ilario Milanese in Via Pedretti 7/1 (tel. 0331-585349), fu di stampo generalista fino al 1983, quando variò il proprio formato basandosi, prima emittente in Italia, sul modello americano Top 40 (programmazione continua dei 40 dischi nella classifica di vendita), mutando denominazione in NBC Milano Top 40 (Forty). Nel 1983 NBC affiancò alla frequenza d'origine, 98.800 MHz diffusa dalla sede di Via Pedretti con un bacino limitato a Nerviano e frazioni, quella dei 107.410 MHz presso la torre Eureka in Via della Novella 55 a S. Ilario Milanese (ampliando notevolmente il bacino di utenza che a quel punto interessò la provincia nord-ovest di Milano), cui si aggiunse, a breve, il famoso impianto a 108.000 MHz (ex Radio Studio 108 di Lainate, pure sito in Via della Novella 55), che da lì in poi ne avrebbe caratterizzato in maniera netta l'esistenza. Con una zona di diffusione così contraddistinta dalle province di Milano, Varese, Como, Novara e Vercelli, NBC Milano 108 (questo il definitivo nome adottato), iniziò una veloce crescita editoriale e commerciale.

### L'evoluzione
Nel 1986, dopo una successione nella titolarità (che segnò anche la divisione definitiva da Tele NBC) - l'emittente fu acquistata dal commercialista Roberto Cusimano e da suo cognato, prof. Guido Ravanini - che fondarono la NBC Milano s.d.f. e inaugurarono nuovi studi a San Vittore Olona in Corso Sempione 128 ed iniziò una joint venture con alcune emittenti locali italiane che ne ritrasmettevano i programmi di maggiore appeal preregistrati su cassetta (nelle Marche, in Abruzzo, in Calabria e in Sicilia). L'iniziativa, comunque, non ebbe un seguito e fu abbandonata dopo pochi mesi, preferendo concentrare le attenzioni sullo sviluppo del mercato locale, particolarmente promettente. In quel periodo venne valutata la possibilità di unirsi in syndication con Radio Italia Network, network emergente da Udine che stava cercando uno sbocco in Lombardia. L'identità di formato Top 40, suggeriva infatti, idealmente, un matrimonio tra le due stazioni. Vi furono incontri tra le parti che non concretarono però nulla (il management di NBC voleva dedicare alla ripetizione di Italia Network solo la frequenza minore, 107.400 MHz, per testare il prodotto prima di una decisione così importante, mentre il network udinese puntava all'intera rete, ritenendo controproducente un ingresso in Lombardia sottotono).

### Il periodo d'oro
Nel periodo d'oro della sua esistenza (1985-1987) NBC era diretta da Stefano Apicella (in arte Stefano Donati) e Roberto Lucchi, station manager provenienti da altre esperienze radiofoniche di rilievo (Radio Capo Torre, Radio Delta International, Radio Carroccio, Radio Wonderful Music). 
Del team fecero parte anche Antonio Fedele (nome d'arte Emilio Riccardi) poi passato a Radio Delta International (1990), Rete Otto Network (1991) approdato successivamente a Radio Reporter (dal 1992 al 2004) la "radio del cuore" di Rho (Mi) e Carlo Elli, poi a Radio Delta International, Radio Campione, Radio Capital e RTL 102,5.

### La crisi
Nel 1988, anche a seguito della fuoriuscita dalla staff di diverso personale che fondò l'emittente concorrente Primarete Top Charts, sulle ceneri di Radio Activity di Canegrate, NBC Milano entrò in una progressiva crisi di identità che la rese nel 1989 una mera radio non stop music.
Non a caso, sul finire dello stesso anno, l'emittente fu acquisita, dalla NBC Milano s.d.f., proprio da Radio Primarete Activity s.n.c. (editrice di Primarete Top Charts) di Canegrate - che per l'occasione mutò la denominazione prima in Primarete Top Forty e poi in Primarete 108 (ovviamente dalla frequenza rilevata da NBC Milano).
Il giorno 04/10/1989 cessarono le trasmissioni di NBC Milano 108 ed iniziarono (sui 108.000 MHz) quelle di Primarete (che assunse la denominazione Primarete Top Forty cinque giorni dopo, in occasione dell'anniversario della fondazione di NBC Milano, avvenuta il 09/10/1982).

### La fine
Il 4/10/1989 si concluse quindi la vita vera e propria in FM di NBC Milano. Gli eventi successivi interessarono meramente l'eredità lasciata dalla stazione di S.Ilario Milanese e segnatamente il format Top 40, la frequenza 108.000 MHz ed il marchio NBC Milano, quantomeno fino alla ripresa delle trasmissioni nel 2016 (vedi sezione "Il ritorno sul web - IP broadcasting").

### Dopo la chiusura
Nel 1992 Primarete 108 si trasferì con i propri studi a Legnano (esattamente dove si trova ora, dopo la ripresa delle trasmissioni nel 2016) e nel 1993 cedette l'impianto 108.000 MHz a Radio Maria con la quale si trascinava uno storico contenzioso giudiziario civile per l'utilizzo della frequenza, trasferendosi sui 94.600 MHz, 96.300 MHz e 100.700 MHz rilevati per l'occasione rispettivamente da Radio Cooperativa di Rho (per la frequenza 94,600 MHz, rilevata dalla stessa Primarete qualche anno prima) e Radio Jolly di Casorezzo (per le frequenze 96,300 e 100,700 MHz). Nel 1995, acquisita la frequenza 95.000 MHz di Radio Smile di Como e la frequenza 95.100 MHz di Radio Tradate, dismessa la frequenza 94,600 MHz a favore di Novaradio A - Circuito Marconi (al tempo 94,750 MHz da Valcava) si allocò definitivamente su 95.100 MHz (con trasmettitore dalla postazione storica di NBC Milano, a Nerviano Via della Novella 55 presso la torre Eureka). Sul finire dello stesso anno, Primarete fu rilevata dall'editore di Radio Power, che, nell'ambito di un complesso piano di riordino delle risorse editoriali e frequenziali, la rinominò in un primo tempo Primarete Power FM e poi Radio Planet. Nel 1996 gli studi furono trasferiti in Via Legnone a Milano, dove rimasero per 20 anni, fino al 2016 quando le trasmissioni FM cessarono con la vendita a Radio Millennium dell'ultimo impianto di radiodiffusione sonora (89.800 MHz di Cannobio) rimasto dopo l'alienazione della rete principale alla stazione Up Radio (ex Punto Radio 96), ora Radio Freccia del gruppo RTL 102.5).

### Il ritorno in FM
Già nel 1990 l'editore di Primarete 108 di Canegrate - cioè la radio che acquisì l'intera struttura tecnica di NBC - studiò l'ipotesi di un ritorno in FM del marchio NBC Milano, attraverso un progetto editoriale di un'emittente di soli successi classici 70 e 80. La nuova NBC Milano, con studi in Canegrate, avrebbe dovuto essere diffusa dall'impianto FM 94.600 MHz di San Vittore Olona (cfr. sezione "dopo la chiusura"), in grado di illuminare l'area nord-ovest della provincia di Milano (cioè il bacino storico di NBC Radio). Si fu ad un soffio dal (ri) partire, quando, nell'agosto 1990, l'approvazione della legge Mammì (Legge 223/1990) fece riconsiderare all'imprenditore canegratese l'opportunità di un'iniziativa che sarebbe diventata particolarmente complessa da gestire sul piano amministrativo.

### Il ritorno sul web e sul DTT
Nel marzo 2016 furono avviate le prove tecniche di trasmissione di un canale web in streaming che riproponeva una colonna sonora eterogenea di musica anni '70 e '80 con i remake dei jingle e degli station break originari di NBC Milano. Il ritorno on air, con il claim "We play again!" (basato sul duplice significato del verbo inglese play, "giocare" e "suonare", quindi "giochiamo ancora" e "suoniamo ancora"), ha avuto luogo attraverso la pagina web www.nbcmilano.it. La presentazione informale dei programmi avvenne il 9 ottobre 2017, in occasione del 35º anniversario della fondazione, preludio allo sviluppo dell'emittente sul digitale terrestre televisivo in Lombardia sul canale LCN 693 (i programmi col nuovo layout sono andati in onda dal maggio 2017).

### L'acquisto da parte della Planet s.r.l.
Nel mese di marzo 2018 sono stati allestiti i nuovi studi di produzione in Via Taramelli 11/C a Legnano (Milano) presso Planet s.r.l., dal settembre 2016 service tecnico-logistico, fornitore dei contenuti, titolare del marchio registrato NBC Milano We Play Again! e della omonima testata giornalistica iscritta al n. 244/2016 del Registro Stampa della Cancelleria del Tribunale di Milano (direttore responsabile: l'avvocato Massimo Lualdi).
Nell'aprile 2018 l'emittente è stata acquistata dalla Planet s.r.l., che ne è stata editore della tv sul canale 693 per la Lombardia ed il Piemonte orientale fino a dicembre 2018, dall'aprile 2019 fino a marzo 2022 sul canale 617, da marzo 2022 a luglio 2022 sul canale 113. Da marzo 2022 il prodotto col marchio 70-80.tv è diffuso in Lombardia, Liguria, Emilia, Toscana, Marche, Umbria, Campania, Calabria sul canale 351 dalla Associazione Radio Tv 4.0.

### Il passaggio da LCN 113 a 93
Dal 08/03/2022 un contenuto oldies della categoria 70 80 prodotto da Planet s.r.l. e concesso in licenza d'uso è disponibile col marchio Ti ricordi Tv sulla LCN 93 (RL Lombardia 1) della Totopartners s.r.l. nella regione Lombardia.

## Altre piattaforme

### Il portale 70-80.it
Planet s.r.l. dal mese di giugno 2019 ha iniziato ad editare anche il portale di memorie del periodo Settanta/Ottanta 70-80.it. Da gennaio 2023 70-80.it è diventato anche il nome della stazione radiotelevisiva (che quindi ha abbandonato lo storico brand NBC Milano), presente in 105 aggregatori radiofonici mondiali. 

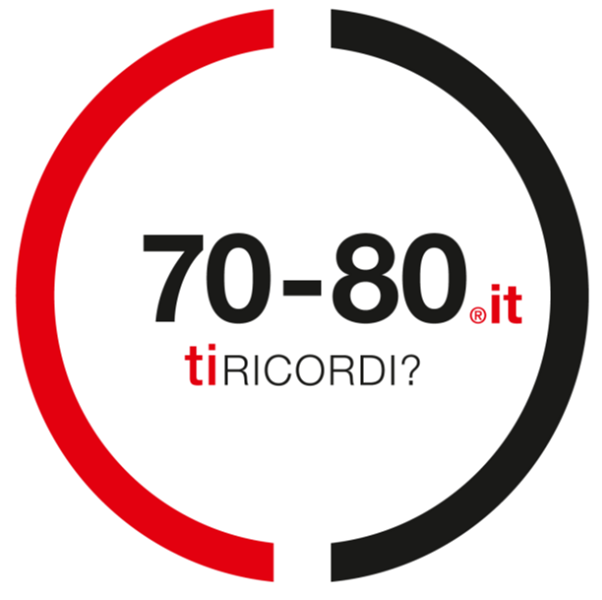
70-80.it

### HBBTV e Samsung Tv Plus
70-80.tv dal febbraio 2021 a giugno 2022 è stata veicolata anche in HBBTV (Hybrid Broadcast Broadband TV) sul canale nazionale LCN 68 (BOM Channel) e lo è dal giugno 2022 sul canale LCN 170 (Prima Free) del digitale televisivo terrestre. Da luglio 2024 70-80.it è presente nella piattaforma Samsung Tv Plus al canale 4717. 

### DAB
70-80.it è presente in DAB nelle regioni Lombardia, Piemonte, Liguria, Toscana, Lazio, Campania.

## Curiosità
Esiste un'altra versione IP di NBC che è esattamente la copia della NBC originaria, con jingles, station ID e trasmissioni del 1982-1983: Radio NBC, ascoltabile da www.radionbc.com e dall'aggregatore TuneIn. Anche questa versione di NBC è prodotta dagli studi di Nerviano (come nel 1982-1986) ed è curata da Paolo Fastigari, direttore della stazione originaria e da Angelo Puccio.
NBC avrebbe dovuto inizialmente essere l'acronimo di Nerviano Broadcasting Corporation. In realtà la denominazione estesa venne pressoché immediatamente mutuata nella, più probabile e consona, Northern Broadcasting Corporation, che, tuttavia, fu utilizzata raramente in onda (risulta un solo station ID: "This is NBC Radio, Northern Broadcasting Corporation...".
La particolare posizione geografica dell'impianto 108 MHz di Via della Novella 55 a S.Ilario Milanese, faceva sì che, nella prima metà degli anni Ottanta, le trasmissioni di NBC Radio fossero ascoltate con regolarità in vaste zone del VCO, del vercellese, del biellese, del torinese (a 140 km di distanza), della Valle d'Aosta (180 km) e, addirittura, a Zurigo (270 km). A causa del fenomeno dell'E-Sporadico, nell'estate del 1987 le trasmissioni di NBC Radio vennero poi ascoltate per qualche minuto in Finlandia (2300 km), come dimostrato dalla corrispondenza inoltrata all'emittente da un radioamatore locale che testimoniò l'evento con una registrazione magnetica.
In occasione delle varie celebrazioni on-air della fondazione dell'emittente si dibatteva immancabilmente su quale fosse stato il primo disco mandato in onda il 9 ottobre 1982 alle ore 16.05. Secondo alcuni dei fondatori, fu Der Kommissar di Falco il primo disco trasmesso, mentre, secondo altri, il brano d'apertura fu Just An Illusion degli Imagination. Sul punto, il direttore Paolo Fastigari ha messo fine al dibattito confermando nel 2013 che il primo disco trasmesso fu Der Kommissar, essendo proprio lui al mixer Unitronic RA 868 (in sostituzione del mixer americano con potenziometri rotativi) a togliere e rimettere in continuazione il 45 giri intervenendo con l'avviso: "Radio N.B.C., prove tecniche di trasmissione").
Tra la fine del 1981 ed i primi mesi del 1982, mentre fervevano i preparativi per la partenza della nuova radio a S.Ilario Milanese, i fondatori pensavano ad un'affiliazione al circuito nazionale Radio Luna per creare una stazione locale con denominazione Radio Luna Nerviano. Tuttavia le negoziazioni con la stazione-madre Radio Luna Milano non giunsero ad una positiva conclusione e i soci preferirono così concentrarsi sul progetto indipendente Northern Broadcasting Corporation. Di lì ad un anno Radio Luna concluse l'affiliazione della vicina Radio Wonderful Music di Legnano in concomitanza con il lancio del circuito Rete TIR Lombardia, cellula regionale della syndication nazionale TIR, nata sulle ceneri del circuito Radio Luna.